# Bedi
Bedi là một thị trấn thống kê (census town) của quận Jamnagar thuộc bang Gujarat, Ấn Độ.

## Địa lý
Bedi có vị trí 22°30′B 70°03′Đ / 22,5°B 70,05°Đ Nó có độ cao trung bình là 7 mét (22 foot).

## Nhân khẩu
Theo điều tra dân số năm 2001 của Ấn Độ, Bedi có dân số 18.771 người. Phái nam chiếm 51% tổng số dân và phái nữ chiếm 49%. Bedi có tỷ lệ 33% biết đọc biết viết, thấp hơn tỷ lệ trung bình toàn quốc là 59,5%: tỷ lệ cho phái nam là 47%, và tỷ lệ cho phái nữ là 18%. Tại Bedi, 18% dân số nhỏ hơn 6 tuổi.